# Jukstaglomerulna celica
Jukstaglomerulne celice (tudi JG celice ali granularne celice) so celice v ledvicah, ki sintetizirajo, skladiščijo in izločajo encim renin, ki je pomemben za uravnavanje krvnega tlaka. Ena od glavnih morfoloških značilnosti je njihova granulirana citoplazma (vsebuje sekretorne granule, v katerih je renin). Razvijejo se iz predhodnikov gladkih mišic v steni aferentnih arteriol. So sestavni del jukstaglomerulnega aparata.
JG celice izločajo renin kot odziv na prostaglandine, ki jih sproščajo celice makule denze, znižan krvni tlak (so torej tudi baroreceptorji) ali stimulacije preko β-1 adrenergičnih receptorjev.
Iz celic se lahko razvije redek benigni tumor ledvic, imenovan tumor jukstaglomerulnih celic ali reninom.